# Rudolf Popper

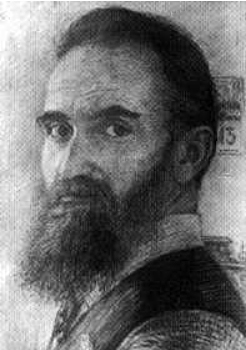
Rudolf Popper (1873–1967)

Rudolf Popper (* 31. Jänner 1873 in Wien; † 7. Mai 1967 in Duchcov, begraben in Schreckenstein) war ein österreichischer Landschafts- und  Porträtmaler.

## Leben und Wirken
Rudolf Popper stammte aus einer tschechisch-österreichischen Familie mit jüdischen Wurzeln. Sein Vater Ferdinand Popper stammte aus Mladá Boleslav, seine Mutter Karolina, geb. Bakalová aus Veselá u Zlína. Er wuchs zunächst bei seinem Onkel in Napajedla auf, wo er auch zur Schule ging. Nach Wien zurückgekehrt, erlernte er den Beruf eines Lithografen und besuchte Zeichenkurse, wo sich sein malerisches Talent zeigte. Nach dem Studium der Malerei an der Akademie der bildenden Künste Wien in Wien bei Christian Griepenkerl (1839–1916), das er 1894 abschloss, arbeitete er in München als Restaurator von Fresken in Kirchen. Für kurze Zeit lebte er in Sarajevo und Mostar und arbeitete an einem Porträt von Erzbischof Josef Stadler.
Im Jahr 1900 ging er nach Frankreich, wo er als Kolorist und Porträtist in einem Fotostudio in Lyon arbeitete und die Weltausstellung Paris 1900 besuchte. Von 1910 bis 1914 lebte er in Paris und studierte ein Jahr an einer Malakademie. Seinen Lebensunterhalt finanzierte er durch das Zeichnen von Bildern für wissenschaftliche Publikationen.
Im August 1914 wurde er als österreichisch-ungarischer Staatsbürger auf Korsika interniert. Er lebte mit weiteren Künstlern, u. a. mit den Malern Max Schulze-Sölde (1887–1967) und Gustav Lino (1893–1961) und dem Fotografen Rudolf Franz Lehnert (1878–1948) im Kloster Corbara, später im Dorf Oletta. Im Jahr 1919 kehrte er aus dem Exil nach Wien zurück.
Er wurde in die Tschechoslowakei verbannt und lebte zunächst in Prag, später im ehemaligen russischen Gefangenenlager in Theresienstadt.
Ab 1926 lebte er in Schreckenstein, einem Stadtteil von Aussig. Hier richtete er sich ein Atelier ein und malte hauptsächlich Porträts. Er erteilte Malunterricht und als Mitglied der Neu-Salem-Gesellschaft (Vereinigung neubaptistischer Bibelausleger) auch Religionsunterricht. Außerdem wurde er Mitglied der Künstlervereinigung Metznerbund.
Er gestaltete auch politische Plakate und Flugblätter, insbesondere für die Sozialdemokraten und Kommunisten, die er in Theresienstadt kennengelernt hatte. Aus diesem Grund und wegen seiner jüdischen Herkunft wurde er im Oktober 1938 von der Gestapo verhaftet und ein Teil seiner Bilder wurde zerstört. Er erhielt Malverbot und arbeitete ab 1940 als Dekorationsmaler in Leitmeritz und ab 1941 als Modellierer und Retuscheur in der Keramikfabrik Maresch in Aussig.
Nach dem  Zweiten Weltkrieg durfte er in der Tschechoslowakei bleiben und arbeitete bis 1947 weiter in der Keramikfabrik.
Im Ruhestand widmete er sich wieder seiner künstlerischen Tätigkeit. Ab 1964 lebte er in einem Altersheim in Duchcov. Er war nicht verheiratet und starb 1967 in Duchcov. Er wurde auf dem Friedhof in Střekov begraben. Sein Nachlass mit den erhaltenen Bildern wird im Archiv der Stadt Ústí nad Labem aufbewahrt.

## Werke (Auswahl)
Seine Landschaftsbilder und Porträts aus Korsika gelten als Höhepunkte seines Schaffens. Außerdem hat er viele Landschaftsstudien aus dem Böhmischen Mittelgebirge und der Umgebung von Aussig an der Elbe gemalt, wobei er neben Aquarellfarben auch mit Tusche, Kohle sowie mit Keramikglasur gearbeitet hat.
- Blick auf den Paradieshof des Klosters St. Dominica in Corbara (1916, Aquarell)
- Korse mit Pfeife (1916, Kohlezeichnung)
- Hafen in Corbara (1917, Aquarell)
- Porträt einer korsischen Frau (1918, Kohlezeichnung)
- Die Bestrafung eines Soldaten (1925, Bleistiftzeichnung)
- Dämmerung (1926, Aquarell)
- Die Windmühle auf Lindenau (Lindava) (1929, Aquarell)
- Berthagrund (Bertino údolí) (1930, Aquarell)[3]
- Porträt von Frau Gertner aus Türmitz (1930, Aquarell)
- Frau im roten Kleid (1938, Gouache)
- Gasse in Salesel (Dolní Zálezly) (1947, Aquarell)